# Đức Hạnh, Đức Linh
Đức Hạnh là một xã thuộc huyện Đức Linh, tỉnh Bình Thuận, Việt Nam.

## Địa lý
Xã Đức Hạnh nằm phía tây nam huyện Đức Linh, cách trung tâm huyện 12 km về phía nam, có vị trí địa lý:
- Phía đông giáp huyện Tánh Linh và xã Vũ Hòa
- Phía tây giáp tỉnh Đồng Nai
- Phía nam giáp xã Tân Hà
- Phía bắc giáp xã Đức Tín và thị trấn Đức Tài.

Xã Đức Hạnh có diện tích 44,20 km², dân số năm 2016 là 10.470 người, mật độ dân số đạt 237 người/km².

## Hành chính
Xã Đức Hạnh được chia thành 4 thôn: 1, 2, 3, 4.

## Lịch sử
Ngày 13 tháng 3 năm 1979, Hội đồng Chính phủ ban hành Quyết định 104-CP theo đó, chia xã Võ Đắc thành hai xã lấy tên là xã Đức Tài và xã Đức Hạnh.
Xã Đức Hạnh gồm có 3 thôn: Đắc Lộc, Đắc Hạnh và Tư Tề.
Ngày 15 tháng 6 năm 1999, Chính phủ ban hành Nghị định 37/1999/NĐ-CP về việc sáp nhập 1.700 ha diện tích tự nhiên còn lại của xã Đức Tài vào xã Đức Hạnh.
Sau khi điều chỉnh, xã Đức Hạnh có 7.420 ha diện tích tự nhiên và 16.328 nhân khẩu.
Ngày 18 tháng 11 năm 2003, Chính phủ ban hành Nghị định 139/2003/NĐ-CP về việc thành lập xã Đức Tín trên cơ sở 2.950 ha diện tích tự nhiên và 9.763 nhân khẩu của xã Đức Hạnh.
Sau khi thành lập xã Đức Tín, xã Đức Hạnh còn lại 4.470 ha diện tích tự nhiên và 8.592 nhân khẩu.